# Los Reyes Acozac
 (août 2022).
Si vous disposez d'ouvrages ou d'articles de référence ou si vous connaissez des sites web de qualité traitant du thème abordé ici, merci de compléter l'article en donnant les références utiles à sa vérifiabilité et en les liant à la section « Notes et références ».
Los Reyes Acozac est une communauté qui appartient à la municipalité de Tecámac dans l'État de Mexico, au Mexique. Elle a une population[Quand ?]de 20 478 habitants et est située à 2 250 mètres d'altitude. La région est connue pour les dépôts significatifs d'os de mammouth. 1,07 % des adultes habitant cette ville parlent une langue indigène.